# Sclerotinia
Sclerotinia Fuckel (twardnica) – rodzaj grzybów z rodziny Sclerotiniaceae.

## Systematyka i nazewnictwo
Pozycja w klasyfikacji według Index Fungorum: Sclerotiniaceae, Helotiales, Leotiomycetidae, Leotiomycetes, Pezizomycotina, Ascomycota, Fungi.
Synonim: Whetzelinia Korf & Dumont.
Nazwa polska na podstawie opracowania M.A. Chmiel.
Gatunki występujące w Polsce:
- Sclerotinia carlinae Velen. 1934
- Sclerotinia ficariae Rehm 1893[4][5]
- Sclerotinia sclerotiorum (Lib.) de Bary 1884 – twardnica pasożytnicza
- Sclerotinia trifoliorum Erikss. 1880 – twardnica koniczynowa

Nazwy naukowe na podstawie Index Fungorum. Wykaz gatunków według M.A. Chmiel i innych.